# Liste der Staatsoberhäupter 1214
Übersicht
◄◄ | ◄ | 1210 | 1211 | 1212 | 1213 | Liste der Staatsoberhäupter 1214 | 1215 | 1216 | 1217 | 1218 | ► | ►►

Weitere Ereignisse

## Afrika
- Ägypten (Ayyubiden)
  - Sultan: Al-Adil I. (1200–1218)

- Äthiopien
  - Kaiser (Negus Negest): Yetbarak (1207–1247) (1260–1268)

- Kanem-Bornu (Sefuwa-Dynastie)
  - König: Dunama II. Dibbalemi (1203–1242)

- Marokko (Almohaden)
  - Kalif: Yusuf II. al-Mustansir (1213–1224)

## Amerika
- Inkareich
  - Sinchi: Manco Cápac (ca. 1200–ca. 1230)

## Asien
- Bagan
  - König: Nantaungmya (1210–1234)

- China
  - Jin-Dynastie (in Nordchina)
    - Kaiser: Xuānzōng (1213–1223)

  - Nördliche Song
    - Kaiser: Ningzong: (1194–1224)

  - Xi Xia
    - Kaiser: Shénzōng (1211–1223)

- Georgien
  - König: Giorgi IV. Lascha (1213–1223)

- Indien
  - Chola (in Südindien)
    - König: Kulothunga Chola III. (1178–1218)

  - Delhi
    - Sultan: Altamsh (1211–1236)

  - Hoysala (im heutigen Karnataka)
    - König: Vira Ballala II. (1173–1220)

  - Pandya (in Südindien)
    - König: Jatavarman Kulasekara Devan (1180–1216)

- Iran (Choresmier)
  - Sultan: Ala ad-Din Muhammad (1199–1220)

- Japan
  - Kaiser: Juntoku (1210–1221)
  - Shōgun (Kamakura): Minamoto no Sanetomo (1203–1219)

- Kalifat der Abbasiden
  - Kalif: an-Nasir (1180–1225)

- Kambuja (Khmer)
  - König: Jayavarman VII. (1181–1220)

- Kleinarmenien
  - König: Leo II. (1187–1219) (bis 1198 Fürst)

- Korea (Goryeo-Dynastie)
  - König: Gojong (1213–1259)

- Kreuzfahrerstaaten
  - Königreich Jerusalem
    - Königin: Isabella II. von Brienne (1212–1228)

  - Fürstentum Antiochia
    - Fürst: Bohemund IV. (1201–1216) (1219–1233)

  - Grafschaft Tripolis
    - Graf:  Bohemund IV. (1189–1233)

- Mongolei
  - Großkhan: Dschingis Khan (1206–1227)

- Ryūkyū-Inseln
  - König: Shunten (1187–1238)

- Seldschuken
  - Rum-Seldschuken
    - Sultan: Kai Kaus I. (1211–1220)

- Trapezunt
  - Kaiser: Alexios I. Komnenos (1204–1222)

- Vietnam (Lý-Dynastie)
  - Kaiser: Lý Sảm (1211–1224)

## Europa
- Achaia
  - Fürst: Gottfried I. von Villehardouin (1209–1228)

- Archipelagos
  - Herzog: Marco I. Sanudo (1207–1227)

- Athen
  - Herzog: Otto de la Roche (1205–1225)

- Bulgarien
  - Zar: Boril (1207–1218)

- Byzantinisches Reich
  - Kaiserreich Nikaia
    - Kaiser: Theodor I. Laskaris (1205–1222)

  - Lateinisches Kaiserreich
    - Kaiser: Heinrich I. von Flandern (1205–1216)

- Dänemark
  - König: Waldemar II. (1202–1241)

- England
  - König: Johann Ohneland (1199–1216)

- Epirus
  - Despot: Michael I. Komnenos Dukas (1204–1214)
  - Despot: Theodoros I. Angelos (1214–1230)

- Frankreich
  - König: Philipp II. August (1180–1223)
  - Angoulême
    - Graf: Hugo IX. von Lusignan (1203–1219)

  - Aquitanien
    - Herzog: Johann Ohneland (1199–1216)

  - Armagnac
    - Graf: Géraud IV. (1193–1215)

  - Auvergne (Grafschaft)
    - Graf: Guido II. (1195–1224)

  - Auvergne (Dauphiné)
    - Dauphin: Robert I. (1169–1234)

  - Auxerre
    - Gräfin: Mathilde von Courtenay (1192–1257)

  - Bar
    - Graf: Theobald I. (1190–1214)
    - Graf: Heinrich II. (1214–1239)

  - Blois
    - Graf: Theobald VI. (1205–1218)

  - Boulogne
    - Gräfin: Ida von Elsass (1173–1227)
    - Graf: Rainald I. von Dammartin (1191–1227) (de iure uxoris)

  - Bourbon
    - Herrin: Mathilde (Mahaut) I. (1171–1228)
    - Herr: Guido II. von Dampierre (1196–1216) (de iure uxoris)

  - Bretagne
    - Herzogin: Alix (1203–1205) (1206–1221) (Regentschaft ihres Vaters, ab 1213 ihres Gatten)
      - Regent: Peter Mauclerc (1213–1237)

  - Burgund (Herzogtum)
    - Herzog: Odo III. (1192–1218)

  - Burgund (Freigrafschaft)
    - Pfalzgräfin: Beatrix II. (1205–1231)

  - Carcassonne
    - Vizegraf: Simon IV. de Montfort (1209–1218)

  - Chalon-sur-Saône
    - Gräfin: Beatrix von Thiers (1203–1227)

  - Champagne
    - Graf: Theobald IV. (1201–1253)

  - Chartres
    - Graf: Theobald VI. (1205–1218)

  - Clermont
    - Graf: Theobald VI. (1205–1218)

  - Comminges
    - Graf: Bernard IV. (1176–1225)

  - Dauphiné
    - Gräfin: Beatrix (1162–1228)

  - Dreux
    - Graf: Robert II. der Jüngere (1184–1218)

  - Eu
    - Gräfin: Alice (1191–1246)
    - Graf: Rudolf I. (1194–1219)

  - Foix
    - Graf: Raimund Roger (1188–1223)

  - Forcalquier
    - Gräfin: Garsende von Sabran (1209–1222)

  - Forez
    - Graf: Guigues IV. (1203–1241)

  - Guînes
    - Graf: Arnold II. (1206–1220/21)

  - Limoges
    - Vizegraf: Guido V. (1199–1230)

  - Mâcon
    - Graf: Wilhelm IV. (1184–1224)

  - Marche
    - Graf: Hugo IX. von Lusignan (1172–1219)

  - Narbonne
    - Vizegraf: Aimery III. (1202–1239)

  - Nevers
    - Gräfin: Mathilde von Courtenay (1192–1257)

  - Orange
    - Fürst: Wilhelm IV. (1182–1219)

  - Penthièvre
    - Graf: Heinrich I. (1212–1230)

  - Périgord
    - Graf: Archambaud II. (1212–1245)

  - Provence
    - Graf: Raimund Berengar V. (1209–1245) (bis 1219 unter Vormundschaft)
    - Regent: Sancho von Roussillon (1209–1219)

  - Rethel
    - Graf: Hugo II. (1199–1227)

  - Rodez
    - Graf: Heinrich I. (1208–1221)

  - Rouergue
    - Graf: Raimund VI. (1194–1222)

  - Saint-Pol
    - Graf: Walter (Gaucher) de Châtillon (1205–1219)

  - Sancerre
    - Graf: Wilhelm (1191–1218)

  - Soissons
    - Graf: Raoul I. (1180–1235/37)

  - Tonnerre
    - Gräfin: Mathilde von Courtenay (1192–1257)

  - Toulouse
    - Graf: Raimund VI. (1194–1222)

  - Uzès
    - Herr: Bermond II. d'Uzès (1209–1254)

  - Vaudémont
    - Graf: Hugo II. (1188–1242)

  - Vendôme
    - Graf: Johann III. (1211–1217)

- Heiliges Römisches Reich (1198–1218 Herrschaft zwischen Staufern und Welfen umstritten)
  - König: Otto IV. von Braunschweig (1198–1218) (ab 1209 Kaiser)
  - König: Friedrich II. (1212/15–1250) (ab 1220 Kaiser)
  - geistliche Fürstentümer
    - Hochstift Augsburg
      - Bischof: Siegfried III. von Rechberg (1208–1227)

    - Hochstift Bamberg
      - Bischof: Ekbert von Andechs-Meran (1203–1237)

    - Hochstift Basel
      - Bischof: Walther von Rotheln (1213–1215)

    - Erzstift Besançon
      - Erzbischof: Amadeus de Tramelay (1197–1220)

    - Hochstift Brandenburg
      - Bischof: Balduin (1205–1216)

    - Erzstift Bremen-Hamburg
      - Erzbischof/Bischof: Gerhard I. von Oldenburg-Wildeshausen (1210–1219) (1191/92–1216 Bischof von Osnabrück)

    - Hochstift Brixen
      - Bischof: Konrad von Rodank (1200–1216)

    - Hochstift Cambrai
      - Bischof: Jean III. de Béthune (1200–1219)

    - Hochstift Cammin
      - Bischof: Sigwin (1191–1219)

    - Hochstift Chur
      - Bischof: Arnold von Matsch (1209–1221)

    - Hochstift Eichstätt
      - Bischof: Hartwig Graf von Kreglingen-Tollnstein (1196–1223)

    - Hochstift Freising
      - Bischof: Otto II. von Berg (1184–1220)

    - Hochstift Genf
      - Sedisvakanz (1213–1215)

    - Hochstift Halberstadt
      - Bischof: Friedrich von Kirchberg (1209–1236)

    - Hochstift Havelberg
      - Bischof: Sigebodo (1206/07–1219/20)

    - Hochstift Hildesheim
      - Bischof: Hartbert (1199–1216)

    - Erzstift Köln
      - Erzbischof: Dietrich I. von Hengebach (1208–1212/15)

    - Hochstift Konstanz
      - Bischof: Konrad II. von Tegerfelden (1208–1233)

    - Hochstift Lausanne
      - Bischof: Berthold von Neuenburg (1212–1220)

    - Hochstift Lübeck
      - Bischof: Berthold (1210–1230)

    - Hochstift Lüttich
      - Bischof: Hugo II. von Pierrepont (1200–1229)

    - Erzstift Magdeburg
      - Erzbischof: Albrecht I. von Käfernburg (1205–1232)

    - Erzstift Mainz
      - Erzbischof: Siegfried II. von Eppstein (1200–1230)

    - Hochstift Meißen
      - Bischof: Bruno II. von Porstendorf (1209–1228)

    - Hochstift Merseburg
      - Bischof: Dietrich von Meißen (1201–1215)

    - Hochstift Metz
      - Bischof: Konrad I. von Scharfenberg (1212–1224) (1200–1224 Bischof von Speyer)

    - Hochstift Minden
      - Bischof: Konrad I. von Rüdenberg (1209–1237)

    - Hochstift Münster
      - Bischof: Otto I. von Oldenburg (1204–1218)

    - Hochstift Naumburg
      - Bischof: Engelhard (1206/07–1242)

    - Hochstift Osnabrück
      - Bischof: Gerhard I. von Oldenburg-Wildeshausen (1191/92–1216) (1210–1219 Bischof/Erzbischof von Bremen)

    - Hochstift Paderborn
      - Bischof: Bernhard III. von Oesede (1204–1223)

    - Hochstift Passau
      - Bischof: Manegold von Berg (1206–1215)

    - Hochstift Ratzeburg
      - Bischof: Philipp (1204–1215)

    - Hochstift Regensburg
      - Bischof: Konrad IV. von Frontenhausen (1204–1226)

    - Erzstift Salzburg
      - Erzbischof: Eberhard von Regensberg (1200–1246) (1196–1200 Bischof von Brixen)

    - Hochstift Schwerin
      - Bischof: Brunward (1191–1238)

    - Hochstift Sitten
      - Bischof: Landri de Mont (1205/06–1237)

    - Hochstift Speyer
      - Bischof: Konrad III. von Scharfenberg (1200–1224) (1212–1224 Bischof von Metz)

    - Hochstift Straßburg
      - Bischof: Heinrich II. von Veringen (1202–1223)

    - Hochstift Toul
      - Bischof: Renaud de Senlis (1210–1217)

    - Hochstift Trient
      - Bischof: Friedrich von Wangen (1207–1218)

    - Erzstift Trier
      - Erzbischof: Theoderich von Wied (1212–1242)

    - Hochstift Utrecht
      - Bischof: Otto I. von Geldern (1212–1215)

    - Hochstift Verden
      - Bischof: Iso von Wölpe (1205–1231)

    - Hochstift Verdun
      - Bischof: Robert I., Graf von Grandpré (1208–1216)

    - Hochstift Worms
      - Bischof: Leopold II. von Schönfeld (1196–1217)

    - Hochstift Würzburg
      - Bischof: Otto I. von Lobdeburg (1207–1223)

  - weltliche Fürstentümer
    - Anhalt
      - Fürst: Heinrich I. (1212–1252)

    - Baden
      - Markgraf: Hermann V. (1190–1243)

    - Bayern
      - Herzog: Ludwig I. der Kelheimer (1183–1231)

    - Berg
      - Graf: Adolf III. (1189–1218)

    - Böhmen
      - König: Ottokar I. (1192–1193) (1198–1230)

    - Brabant und Niederlothringen
      - Herzog: Heinrich I. (1183–1235) (ab 1190 in Niederlothringen)

    - Brandenburg
      - Markgraf:  Albrecht II. (1205–1220)

    - Flandern
      - Gräfin: Johanna (1205–1244)

    - Geldern
      - Graf: Gerhard IV. (1207–1229)

    - Hennegau
      - Gräfin: Johanna (1205–1244)

    - Hohenzollern
      - Graf: Konrad I. (1200/04–1218)

    - Holland
      - Graf: Wilhelm I. (1203–1222)

    - Holstein
      - Graf: Waldemar II. von Dänemark (1203–1227)

    - Jülich
      - Graf: Wilhelm III. (1207–1219)

    - Kärnten
      - Herzog: Bernhard (1202–1256)

    - Kleve
      - Graf: Dietrich IV./VI. (1202–1260)

    - Lausitz
      - Markgraf: Dietrich III. der Bedrängte (1210–1221)

    - Limburg
      - Herzog: Heinrich III. (1167–1221)

    - Lippe
      - Herr: Hermann II. (1196–1229)

    - Lothringen (Herrscherliste)
      - Niederlothringen siehe Brabant
      - Oberlothringen
        - Herzog: Theobald I. (1213–1220)

    - Luxemburg
      - Gräfin: Ermesinde II. (1197–1247)

    - Mark
      - Graf: Adolf I. (1198–1249)

    - Mecklenburg
      - Fürst: Heinrich Borwin I. (1178–1227)

    - Markgrafschaft Meißen
      - Markgraf: Dietrich der Bedrängte (1198–1221)

    - Namur
      - Gräfin: Jolante (1212–1216)

    - Nassau
      - Graf: Heinrich II. der Reiche (1198–1251)

    - Nürnberg
      - Burggraf: Friedrich II. (1200/04–1218)

    - Oldenburg
      - Oldenburg (gemeinsame Herrschaft)
        - Graf: Christian II. (1209–1233)
        - Graf: Otto I. (1209–1251/52)

      - Wildeshausen (gemeinsame Herrschaft)
        - Graf: Heinrich III. (1198–1234)
        - Graf: Burchard (1199–1233)

    - Ortenberg
      - Graf: Heinrich I. (1186–1241)

    - Österreich
      - Herzog: Leopold VI.  (1198–1230)

    - Pfalz (gemeinsame Herrschaft 1214–1231)
      - Pfalzgraf: Heinrich II. der Jüngere (1212–1214)
      - Pfalzgraf: Ludwig I. der Kelheimer (1214–1231)
      - Pfalzgraf: Otto II. der Erlauchte (1214/28–1253)

    - Pommern
      - Demmin
        - Herzog: Kasimir II. (1187–1219/20)

      - Stettin
        - Herzog: Bogislaw II. (1187–1220)

    - Ravensberg
      - Graf: Hermann (um 1175–1220)

    - Saarbrücken
      - Graf: Simon III. (1207–1245)

    - Sachsen
      - Herzog: Albrecht I. (1212–1260)

    - Schwerin
      - Graf: Heinrich I. (1200–1228)

    - Steiermark
      - Herzog: Leopold VI.  (1194–1230)

    - Tecklenburg
      - Graf: Otto I. (1202–1263/64)

    - Thüringen
      - Landgraf: Hermann I. (1190–1217)

    - Tirol
      - Graf: Albert III. (1190–1253)

    - Veldenz
      - Graf: Gerlach III. (1189–1214)
      - Graf: Gerlach IV. (1214–1254)

    - Waldeck
      - Graf: Hermann III. (1185–1223)

    - Weimar-Orlamünde
      - Graf: Hermann II. (1206–1247)

    - Württemberg
      - Graf: Hartmann I. (1181–1240)
      - Graf: Ludwig III. (1194–1241)

    - Zähringen
      - Herzog: Berthold V. (1186–1218)

    - Zweibrücken
      - Graf: Heinrich I. (1182–1237)

- Italien
  - Ferrara
    - Podestà: Aldobrandino I. d'Este (1212–1215)

  - Kirchenstaat
    - Papst: Innozenz III. (1198–1216)

  - Montferrat
    - Markgraf: Wilhelm VIII. (1207–1225)

  - Saluzzo
    - Markgraf: Manfred II. (1175–1215)

  - Savoyen
    - Graf: Thomas I. (1189–1233)

  - Sizilien
    - König: Friedrich I. (1198–1250)

  - Venedig
    - Doge: Pietro Ziani (1205–1229)

- Livland (Schwertbrüderorden)
  - Herrenmeister: Volkwin von Naumburg zu Winterstätten (1209–1236)

- Norwegen (Herrschaft umstritten)
  - König: Inge II. Bårdsson (1205–1217) (Birkebeiner)
  - König: Philipp Simonsson (1207–1217) (Bagler)

- Polen
  - Seniorherzog: Leszek I. der Weiße (1206–1210) (1211–1227)
  - Pommerellen
    - Herzog: Mestwin I. (1207–1220)

- Portugal
  - König: Alfons II. (1211–1223)

- Russland
  - Wladimir
    - Großfürst: Konstantin Wsewolodowitsch (1212–1218)

- Schlesien
  - Niederschlesien (Breslau)
    - Herzog: Heinrich I. der Bärtige (1201–1238)

  - Oberschlesien (Oppeln-Ratibor)
    - Herzog: Kasimir I. (1211–1230)

- Schottland
  - König: Wilhelm I. (1165–1214)
  - König: Alexander II. (1214–1249)

- Schweden
  - König: Erik X. Knutsson (1208–1216)

- Serbien
  - König: Stefan Nemanjić (1196–1227)

- Spanien
  - Almohaden: siehe Afrika
  - Aragon
    - König: Jakob I. (1213–1276)

  - Cerdanya
    - Graf: Sancho (1168–1223)

  - Galicien
    - König: Alfons IX. (1188–1230)

  - Kastilien
    - König: Alfons VIII. (1158–1214)
    - König: Heinrich I. (1214–1217)

  - León
    - König: Alfons IX. (1188–1230)

  - Navarra
    - König: Sancho VII. (1194–1234)

  - Urgell
    - Graf: Guerau de Cabrera (1213–1228)

- Thessaloniki
  - König: Demetrius von Montferrat (1207–1222/24)

- Ungarn
  - König: Andreas II. (1205–1235)

- Zypern
  - König: Hugo I. (1205–1218)